# Roberto Speranza
Roberto Speranza (ur. 4 stycznia 1979 w Potenzy) – włoski polityk, parlamentarzysta, lider partii Artykuł 1, od 2019 do 2022 minister zdrowia.

## Życiorys
Absolwent nauk politycznych na Uniwersytecie Luiss-Guido Carli w Rzymie, doktoryzował się w zakresie historii. Został działaczem Demokratów Lewicy, był członkiem władz krajowych organizacji młodzieżowej tego ugrupowania. W 2007 dołączył do Partii Demokratycznej. W 2004 uzyskał mandat radnego Potenzy, w 2009 wszedł w skład zarządu miasta jako asesor do spraw urbanistyki. Wkrótce zajął się wyłącznie działalnością partyjną, stając na czele regionalnych struktur PD w Basilicacie.
W ramach partii był bliskim współpracownikiem Piera Luigiego Bersaniego. W wyborach w 2013 uzyskał mandat posła do Izby Deputowanych XVII kadencji, po czym marcu tegoż roku objął funkcję przewodniczącego klubu poselskiego PD w tej izbie parlamentu. Ustąpił z niej w marcu 2015 po konflikcie z liderem PD Matteo Renzim. Stał się jednym z liderów lewicowego skrzydła PD i jednym z głównych krytyków jej przewodniczącego. W lutym 2017 znalazł się w gronie rozłamowców, którzy powołali nową formację polityczną pod nazwą Artykuł 1 – Ruch Demokratyczny i Postępowy. Roberto Speranza został koordynatorem krajowym ruchu, a w 2019 sekretarzem tego ugrupowania. W 2018 i 2022 ponownie wybierano go do niższej izby włoskiego parlamentu.
We wrześniu 2019 objął stanowisko ministra zdrowia w nowo powołanym drugim rządzie Giuseppe Contego. Pozostał na tej funkcji również w utworzonym w lutym 2021 gabinecie Maria Draghiego. Urząd ten sprawował do października 2022. W 2023 wraz ze swoim ugrupowaniem dołączył do Partii Demokratycznej.